# Малая Связьма
Малая Связьма — деревня в Венёвском районе Тульской области России.
В рамках административно-территориального устройства входит в Кукуйский сельский округ Венёвского района, в рамках организации местного самоуправления включается в Грицовское сельское поселение.

## География
деревня находится в северо-восточной части Тульской области, в зоне хвойно-широколиственных лесов, в пределах Среднерусской возвышенности, в истоке безымянного ручья притоке реки Шатец, на расстоянии 14 километров (по прямой) к юго-западу от города Венёва, административного центра района. 

### Климат
Климат характеризуется как умеренно континентальный, с умеренно холодной зимой и тёплым летом. Среднегодовая многолетняя температура воздуха составляет +5 °С. Средняя температура воздуха самого холодного месяца (января) — −10 °C, средняя температура самого тёплого (июля) — +20 °С. Период с положительными температурами длится около 220—225 дней. Среднегодовое количество атмосферных осадков составляет 550—600 мм, из которых Малая часть (около 70 %) выпадает в тёплый период. Среднегодовая скорость ветра составляет 5 м/с.

## Население
| 2010 |
| ---- |
| 5    |

### Национальный состав
Согласно результатам переписи 2002 года, в национальной структуре населения русские составляли 100 % из 7 чел.